# Изабела Янкова
Изабела Янкова е българска състезателка по планинско колоездене в дисциплината спускане (downhill). Световен шампион за девойки от световното първенство през 2021 година. Тя е първият български колоездач, спечелил световно първенство. Освен това е двукратна европейска шампионка за девойки.
През 2022 година не завършва световното поради падане. В световната купа за същата година се класира на трета позиция.